# Меса, Роке
Роке Меса Кеведо (исп. Roque Mesa Quevedo; 7 июня 1989, Тельде, Испания) — испанский футболист, полузащитник клуба «Севилья».

## Клубная карьера
Меса — воспитанник клубов «Тельде» и «Леванте». В 2007 году он выпустился из академии и начал выступать за дублирующий состав. В 2010 году Роке перешёл в «Депортиво Уракан», но уже по окончании сезона присоединился к дублю «Тенерифе». Летом того же года Меса стал игроком клуба «Лас-Пальмас». В начале, для получения игровой практики Роке выступал за дублирующий состав. 26 октября 2011 года в матче против «Алькоркона» он дебютировал за основной состав. Летом 2012 года Меса был отдан в аренду в «Атлетико Балеарес». 9 сентября в матче против хативского «Олимпика» он дебютировал за новую команду. 21 октября в поединке против «Бадалоны» Роке забил свой первый гол за «Атлетико Балеарес». После окончания аренды он вернулся в «Лас-Пальмас». 1 ноября 2014 года в поединке против «Альбасете» Роке забил свой первый гол за клуб. В 2015 году Меса помог команде выйти в элиту. 22 августа в матче против «Атлетико Мадрид» он дебютировал в Ла Лиге.
Летом 2017 года Меса перешёл в валлийский «Суонси Сити», подписав контракт на 4 года. Сумма трансфера составила 12,5 млн евро. В матче против «Манчестер Юнайтед» он дебютировал в английской Премьер-лиге.
В начале 2018 года Меса вернулся в Испанию, на правах аренды присоединившись к «Севилье». 3 февраля в матче против «Эйбара» он дебютировал за новую команду. Летом того же года клуб выкупил трансфер игрока у Суонси Сити за 6 млн евро. Меса подписал контракт на три года. 25 октября в матче Лиги Европы против турецким «Акхисар Беледиеспор» Роке забил свой первый гол за «Севилью».
21 августа 2020 года выиграл Лигу Европы УЕФА 2019/20.
В октябре 2020 года Меса, на правах свободного агента, перешёл в испанский клуб «Реал Вальядолид». Контракт был подписан на 3 года. За новую команду первый гол забил 16 января 2021 года в матче Кубка Испании против «Пенья Депортива».